# Wernhout

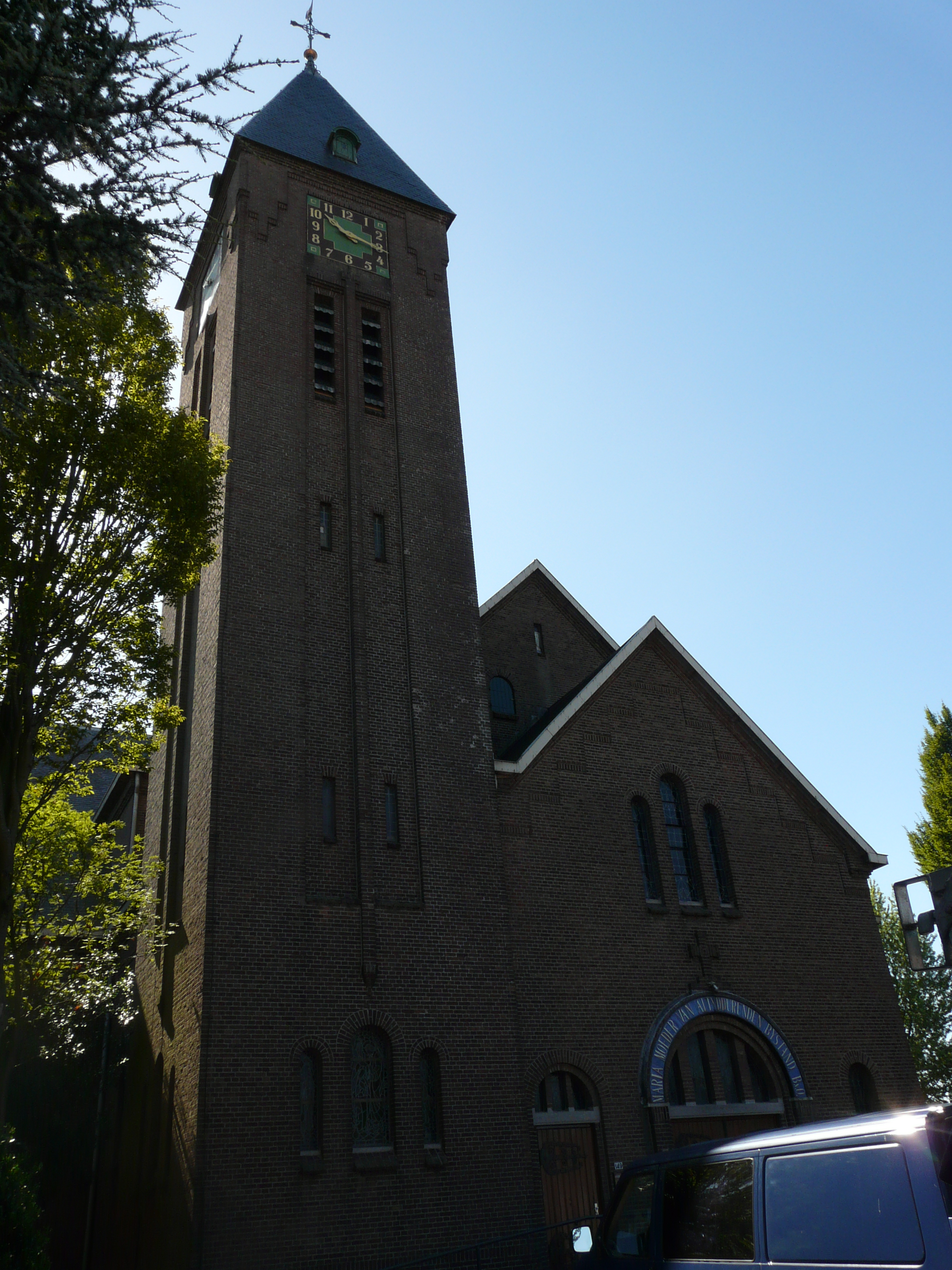
Kerk van Onze-Lieve-Vrouw van Altijddurende Bijstand

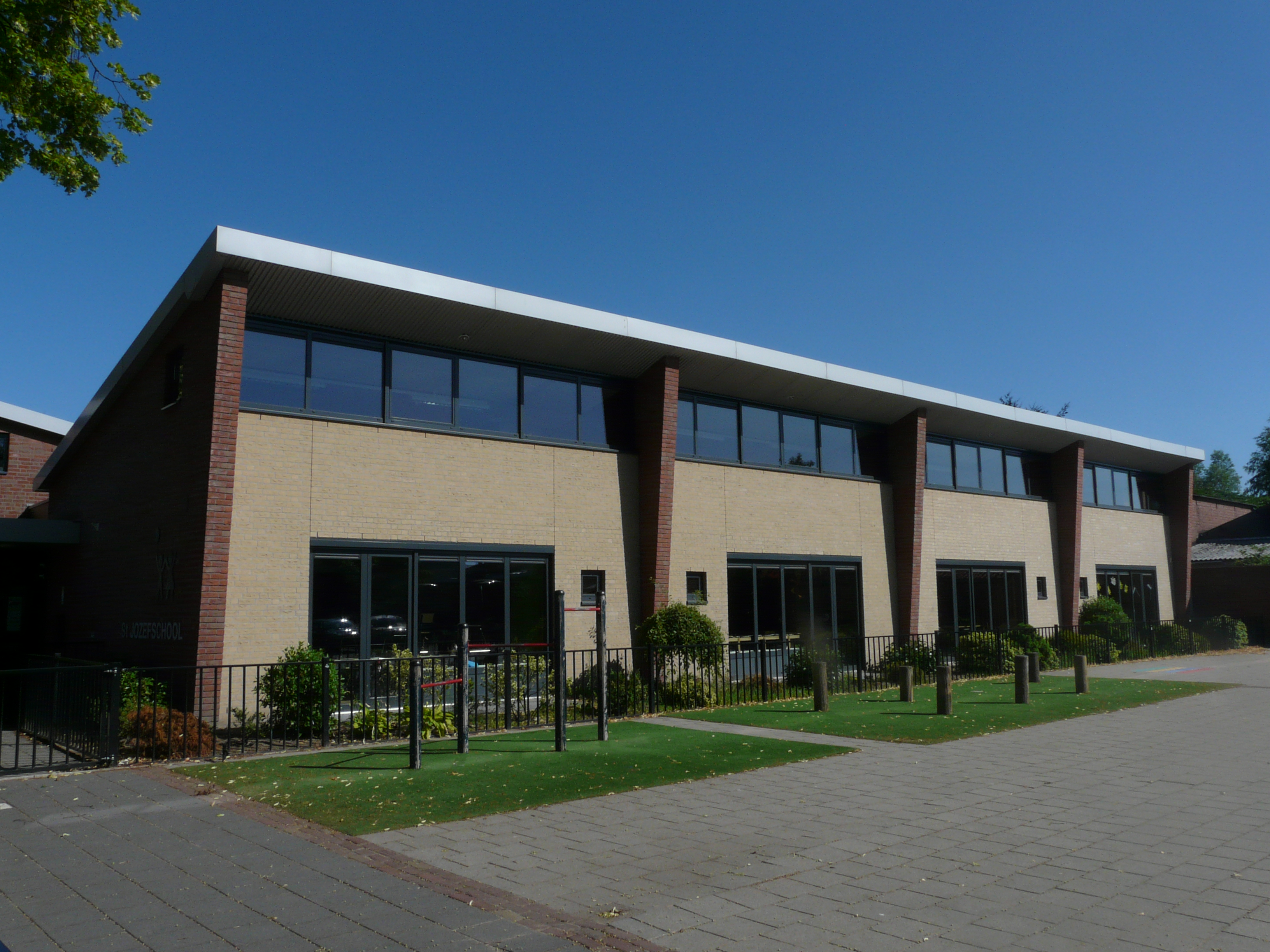
St. Jozefschool

Wernhout (Brabants: Wérnout) is een dorp in de Nederlandse gemeente Zundert, provincie Noord-Brabant en telde per 1 januari 2023 2.995 inwoners (CBS).

## Etymologie
De oorsprong van de naam Wernhout is niet geheel duidelijk. Hout staat voor hoogopgaand bos, maar Wern kan een eigennaam zijn als Waro, maar het zou ook op jachtterrein betrekking kunnen hebben, als in warande.

## Geschiedenis
De oudste vermelding van Wernhout is in 1294 als Warenthout. Toen was reeds sprake van een heerlijkheid, in het bezit van Jan I Berthout van Berlaer. In 1381 werd de heerlijkheid verkocht aan Jan van Cuijk (1360-1442). In 1448 kwam het leengoed aan Frank van Borssele, die ook heer van Brecht was. Door vererving kwam Wernhout uiteindelijk aan de geslachten Van Culemborg en Bailleul. In 1618 werd de heerlijkheid gekocht door Johan van Aersen, die drossaard was van de Baronie van Breda. In 1698 werd de heerlijkheid door Cornelis van Aersen verkocht aan Willem III van Oranje, die toen ook Heer was van Breda. Tijdens de Tachtigjarige Oorlog vormde Wernhout een onderdeel van Brecht en dus een enclave binnen de Baronie van Breda die aan de Hertog van Brabant en dus aan de Zuidelijke Nederlanden toebehoorde. Dit duurde tot 1618.
Van belang voor Wernhout was de aanleg in 1812 van de Napoleonsweg die Breda met Antwerpen verbond.
In 1883 kreeg Wernhout een eigen school. Pas in 1926 werd Wernhout een zelfstandige parochie. Niet alle parochianen wensten een nieuw kerkgebouw, daar velen kerkten bij de Lazaristen in Wernhoutsburg. Het kerkgebouw kwam er toch en de komst ervan werd uitbundig gevierd.

## Economie
Wernhout grenst aan het Belgische Wuustwezel. De in 1812 aangelegde Napoleonsweg tussen Breda en Antwerpen en sinds 1830 de grensovergang in de N263 te Wernhoutsburg zijn belangrijk geweest voor de ontwikkeling van het dorp. Wernhoutsburg was tot 1972 de belangrijkste grensovergang over land tussen de havensteden Rotterdam en Antwerpen. In eerste instantie leverde dit veel werk op vanwege de transportbedrijven (onder andere sinds 1842 een vestiging van Van Gend & Loos) aan de grens. Het toenemende verkeer bracht echter overlast met zich mee. Na opening van de snelweg A16 zijn de transportbedrijven verhuisd naar de grensovergang bij Hazeldonk. Overigens is in Wernhout ook de tuinbouw, in de vorm van boomkwekerijen, sinds eind 19e eeuw een belangrijke bedrijfstak geweest.
De Nederlandse douanepost van Wernhoutsburg heeft tot begin van de jaren tachtig bestaan. Dit kwam doordat de Nederlandse overheid verwachtte dat de Europese binnengrenzen snel zouden verdwijnen. Hierdoor moest vrachtverkeer dat langs de Nederlandse douane moest, ondanks de A16, toch naar Wernhout. Toen duidelijk werd dat het wegvallen van de Europese binnengrenzen op zich zou laten wachten, werd de Nederlandse douanepost in 1984 alsnog naar Hazeldonk verplaatst.
Wernhout heeft ook enige industrie gekend, met name de vestiging van de Roosendaalse sigarenfabriek van Karel van Wely (K.V.W.), die in 1931 werd geopend. De sigaren droegen het merk: "Kaveewee".

## Bezienswaardigheden
- De Onze-Lieve-Vrouw van Altijddurende Bijstandkerk[3] is een bakstenen Christocentrische kerk met toren, ingewijd in 1927 en ontworpen door Hubert van Groenendael. De kerk bevindt zich aan Wernhoutseweg 151. De kruiswegstaties werden geschonken in 1935. De torenklok, die gestolen was door de bezetter, werd in 1947 door een nieuwe vervangen. In 1952 kwam er een Heilig-Hartbeeld en ook kwamen er nieuwe gebrandschilderde ramen in de devotiekapel. In 1961 kwam er een nieuw altaar.

Zie ook
- Lijst van gemeentelijke monumenten in Wernhout

## Natuur en landschap
Wernhout ligt nabij het stroomdal van de Aa of Weerijs, die ten zuidoosten van het dorp stroomt. Ongeveer 1 km verder naar het zuidoosten ligt het natuurgebied Gooren en Krochten. Ten zuidwesten van Wernhout vindt men de Schrobbenloop, die ter hoogte van Wernhout in de Aa of Weerijs uitmondt.

## Evenementen
- Tijdens carnaval heet Wernhout Zaantaozelaant
- Braderie
- Kerstmarkt Wernhout

## Voorzieningen
- Sint Jozefschool
- Gemeenschapshuis Wierenbos

## Verenigingen
- Voetbalvereniging Wernhout
- Bloemencorso Buurtschap Wernhout
- Bloemencorso Buurtschap de Lent

## Verkeer en vervoer
Wernhout is bereikbaar via de N263. Arriva onderhoudt een buurtbus Klein Zundert - Zundert - Wernhout - Achtmaal - Schijf - Roosendaal v.v. (lijn 220).

## Nabijgelegen kernen
Achtmaal, Loenhout, Meer, Wernhoutsburg, Wuustwezel, Zundert.
Dorpen: Achtmaal · Klein-Zundert · Rijsbergen · Wernhout · Zundert

Buurtschappen: Breedschot · De Kruispad · De Lent · Driehoek · Hazeldonk · Hellegat · Hulsdonk · Kaarschot · Klein-Oekel · Luitert · Maalbergen · Moeren · Oekel · Ostaaijen · Raamberg · Stuivezand · Tiggelt · Tiggeltscheberg · Weimeren · Wernhoutsburg · Wildert

Noord-Brabant: Steden en dorpen      Nederland: Provincies · Gemeenten